# Если можешь, прости…
«Е́сли мо́жешь, прости́…» — советский художественный фильм режиссёра Александра Итыгилова, снятый на киностудии имени А. Довженко в 1984 году.

## Сюжет
Драма чувств простого советского человека, попадающего в необычную для любого времени ситуацию. Семь лет Яков ждёт возвращения жены, продолжая её любить. Когда ему исполнился сорок один год, заботливый председатель колхоза силой отправил механизатора Якова в отпуск, надеясь на то, что он вернётся не один. Но Яков не уехал, потому что встретил на вокзале свою любимую с новым мужем и сыном и узнал, что они едут в тот же самый санаторий. Однако через некоторое время в поисках сбежавшей с курорта жены к Якову является её муж, а следом и она сама.
Прекрасная музыка Евгения Доги и превосходная работа оператора Валерия Рожко на улицах Калуги. Яков живёт в деревне Животинки Калужской области, о чём свидетельствует скульптура «Доярка и корова» перед поворотом в деревню.

## Критика
Фильм собрал 6,6 миллионов зрителей за первый год демонстрации.
По мнению А. В. Фёдорова, 
Несмотря на участие талантливых актеров, этот фильм, на мой взгляд, не вышел за рамки мелодраматической истории с традиционным любовным треугольником. Опять перед нами банальная вариация на тему о женщине, которая пыталась найти счастье на стороне, поймать журавля в небе, не заметив по началу, как много она потеряла… Правда, нехитрый сюжет фильма расцвечен блестками комедийных находок, пародийными эпизодами. Но впечатление вторичности не исчезает…

## В ролях
- Сергей Никоненко — Яков Шугаев, колхозный механизатор
- Любовь Полищук — Даша (Дарья Николаевна), бывшая жена Якова
- Юрий Кузьменков — Фёдор
- Ольга Матешко — Алёна
- Олег Табаков — Степан Кузьмич Подорва, драматург
- Борислав Брондуков — Семён
- Татьяна Кравченко — Марина
- Вячеслав Невинный — председатель колхоза
- Ирина Мурзаева — баба Поля
- Александр Январёв — милиционер

## Съёмочная группа
- Режиссёр: Александр Итыгилов
- Сценарий: Виктор Мережко
- Оператор: Валерий Рожко
- Художник: Вячеслав Ершов
- Художник по костюмам: Екатерина Гаккебуш
- Композитор: Евгений Дога